# Думная

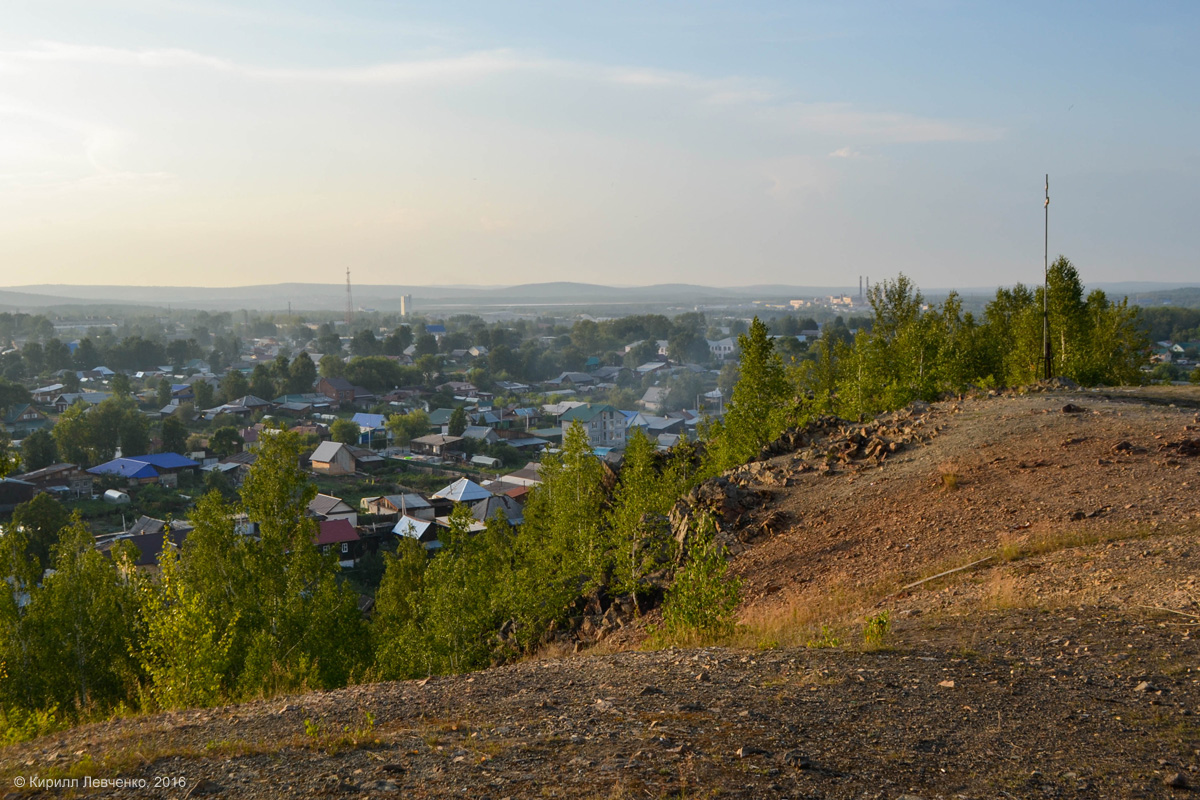
Вид с вершины на Полевской

Ду́мная гора́ — вершина в старой части города Полевского Свердловской области, на правом берегу реки Полевой. Вершина горы плоская, поросшая берёзовым лесом, западный склон круто обрывается к берегу реки. Северный склон более пологий, а тянущийся на один километр на восток массив горы застроен. Под горой на берегу реки в 1724—1930 годах действовал Полевской медеплавильный завод.
Гора Думная имеет статус геологического и геоморфологического памятника природы и памятника истории и археологии.

## Географическое положение
Гора расположена на правом берегу реки Полевой (бассейн реки Чусовой), в южной части города Полевского. Высота горы составляет 409 метров, площадь — 3,5 гектара.

## Топоним
Существует несколько версий происхождения названия горы. По местным преданиям, записанными российским академиком П. С. Палласом, посетившим Полевский завод за 3 года до начала Пугачёвского восстания, гора названа так «по причине бывшего на оной схотбища, для соглашения между собою взбунтовавшихся во время заложения сего завода работников».
По другому преданию, в 1773 году возле горы показалась шайка пугачёвцев, которые могли напасть на завод. Подойдя к горе, они увидели на ней трёх стариков на конях, которых они попытались схватить. При этом им померещилось за горой многочисленное войско, что заставило их «раздумать» и бежать. В честь этого события и назвали гору, и на ней была поставлена часовня.

## История
На Думной горе располагалось городище — место металлургического производства иткульской культуры. Памятник был открыт Д. Н. Анучиным и Ф. А. Уваровым в 1877 году, в дальнейшем обследовался многими археологами, первое подробное описание дала Е. М. Берс. Крупнейший на Урале центр металлургии возник в середине I тысячелетия до н. э. На горе располагались плавильные печи, окружённые земляным валом с невысокой деревянной стеной на нём. Полный металлургический цикл включал добычу руды на месторождении вблизи горы, плавку и производство готовых металлических изделий, главным образом, наконечников стрел. Металлурги пользовались литейными формами, состоящими из нескольких частей, владели приёмами вытяжки, сварки, шлифовки металла. Использовались преимущественно окисленные руды, в качестве флюса служили кости животных, печи топились древесным углём. Поскольку использовались простые плавильные печи, где не предусматривалась принудительная подача воздуха мехами, для сооружения горнов была выбрана хорошо продуваемая вершина горы. В 1950-х и 1980-х годах были обнаружены следы медеплавильного производства и остатки печей, относящиеся к III—II векам до н. э.
Те же медные рудники вблизи горы использовались позднее. Древние рудники были обнаружены при освоении территории русскими, и образцы медной руды с них были в 1702 году доставлены в Верхотурье и Тобольск. С рудой ознакомился думный дьяк Сибирского приказа Андрей Виниус, который дал указание местным властям организовать добычу. Регулярная добыча началась с 1708 года, несмотря на относительно низкое содержание меди в руде. Её вели у юго-западного подножия Думной горы. Позднее в 1709 году поблизости было открыто более богатое Гумёшевское месторождение.
В 1724—1725 годах около Думной горы был построен Полевской медеплавильный завод.
Впервые характеристики горы были задокументированы в 1867 году Э. К. Гофманом в «Горном журнале». Высота горы над уровнем Полевой оценивалась им в 173 фута, над уровнем моря — 1248 футов.
В 1960 году гора с окрестностями была взята под охрану в качестве памятника природы. Площадь охранной территории составляет 3,5 га.

## Достопримечательности
- До революции на вершине Думной горы стояла Вознесенская часовня. В конце XIX веке во время церковных праздников на гору совершались крестные ходы[1]. Часовня была снесена в 1920-х годах, а в 2011 году прихожане Петро-Павловского храма Полевского воздвигли на месте снесённой часовни шестиметровый поклонный крест[18].
- В братской могиле близ вершины захоронены шесть местных жителей, расстрелянных белогвардейцами в июле 1918 года. В 1929 г. над могилой установлен памятник с надписью «Павшим за свободу героям». На мраморном постаменте — чугунная фигура рабочего с винтовкой и молотом в руках, скульптура отлита на Каслинском заводе по модели скульптора Клодта, потомка автора скульптурных групп на Аничковом мосту в Петербурге[19].

## В литературе
В Полевском заводе с 1892 по 1895 год жил будущий писатель Павел Петрович Бажов. На Думной горе в то время была большая дровяная площадь для нужд завода. Для охраны дров стояла сторожка, где дети собирались послушать байки одного из сторожей — дедушки Слышко (Василия Алексеевича Хмелинина). Эти истории, в которых часто фигурирует и Думная гора, писатель впоследствии переложил в сказы, составившие сборник «Малахитовая шкатулка». Рассказ «Караулка на горе Думной» стал предисловием к книге. В своих воспоминаниях Бажов также пересказывает слова извозчика при своём переезде в Полевской: «Тут, сказывают, Пугачёв три дня сидел, думал. Оттого Думная и называется». Очевидно, в этом рассказе отразилась указанная выше история о попытке одного из отрядов пугачёвцев напасть на завод (сам Пугачёв в этих местах не был).
В сказе Бажова «Дорогое имячко» изложена ещё одна чисто фольклорная версия происхождения названия горы. Там говорится, что в пещере горы, ныне засыпанной, жили «стары люди» (манси, чудь белоглазая). Их не интересовала торговля минералами. Когда землю заполнили воинственные русские кладоискатели, старые люди собрались на совет. «Думали они тут целых три дня. Оттого и гора Думной зовётся. Раньше по-другому как-то у ей имя было. Обмозговали все по порядку и придумали переселиться на новые места, где золота совсем нет, а зверя, птицы и рыбы вдосталь».